# Az elektromos ködben
Az elektromos ködben (eredeti cím: In the Electric Mist) 2009-es francia-amerikai bűnügyi, misztikus filmdráma. A történet alapjául James Lee Burke könyve, az In the Electric Mist with Confederate Dead szolgált. A film rendezője Bertrand Tavernier, írója Jerzy Kromolowski és Mary Olson-Kromolowski, főszereplője Tommy Lee Jones.
A filmet az Egyesült Államokban nem mutatták be a mozik, csak Európában és Ázsiában. A stúdió által vágott verzió (102 perces NTSC) az Egyesült Államokban közvetlenül DVD-n jelent meg. Világszerte egy hosszabb, 112 perces rendezői változatot vetítettek 2009-ben a Berlini Nemzetközi Filmfesztiválon. 2009-ben a film rendező verziója elnyerte a nagydíjat az első "Festival International du Film Policier de Beaune"-on, ami a "Festival du Film Policier de Cognac" folytatása.
A film Franciaországban 2009. április 15-én debütált, és pozitív kritikákat kapott. Az amerikai kritikák vegyesek voltak, a Rotten Tomatoes 60%-ra értékelte.
2009 decemberében Bertrand Tavernier kiadott egy könyvet Pas à Pas dans la Brume Électrique címmel („Lépésról lépésre az elektromos ködben”), ami az 1996-os Heaven's Prisoners folytatása. Abban a főszereplő Dave Robicheaux (Alec Baldwin) gyilkossági nyomozó Louisiana mocsarainál tevékenykedik.

## Cselekménye
|  | Alább a cselekmény részletei következnek! |

Iberia Parish seriffje, Dave Robicheaux nyomozó (Tommy Lee Jones) egy fiatal lány brutális meggyilkolásának ügyében nyomoz. Eközben útjába akad egy hollywoodi filmsztár, Elrod Sykes (Peter Sarsgaard) és barátnője, Kelly Drummond (Kelly Macdonald), akik a kisváros közelében az amerikai polgárháborúban játszódó filmet forgatnak.
Elrod Sykes bizonytalanul vezeti kocsiját, ezért Dave be akarja vinni a rendőrségre, azonban odafele kiderül, hogy Elrod talált egy leláncolt holttestet a mocsárban. Dave hajlandó elengedni, ha odavezeti. A gyilkosság 40 évvel korábban történt. Az áldozat egy néger férfi, akin nem volt nadrágszíj és cipőfűző. Dave történetesen gyermekként látta az esetet, ezért emlékszik rá. Dave ismerőse, egy öreg néger gitáros tud valamit, de nem hajlandó elárulni az áldozat nevét. Dave ebből arra következtet, hogy a gyilkos még életben van.
A holttest felfedezése több más gyilkossággal kapcsolatban lehet, amik nemrégiben történtek a kisvárosban. Ezekben az áldozatok fiatal lányok voltak. A nyomok Julie "Baby Feet" Balbonihoz vezetnek (John Goodman), akinek vannak kapcsolatai a maffiával, de ezeket az FBI nem tudja bizonyítani, pedig ők évek óta nyomoznak utána.
Balboni tagadja, hogy ismerte volna a 19 éves prostituáltat, akit megkínoztak és megöltek. Dave meglátogatja a filmforgatás helyszínét is, ahol a producer, Michael Goldman (John Sayles) azt mondja neki, hogy Balboni csak befektetőként működik közre a filmben.
Dave otthonát rendszeresen felkeresi Elrod és Kelly, hogy sört vásároljanak tőle, bár Elrod minden alkalommal részegen érkezik. Dave rokonszenvvel viseltetik iránta, mivel neki is problémát okoz az alkohol. Fogadott lánya, Alafair (Alana Locke) felnéz a hollywoodi sztárrendezőre, felesége, Bootsie (Mary Steenburgen) azonban fenntartásokkal fogadja.
Elrod beszél róla Dave-nek, hogy egy polgárháborús tábornokot és katonai sátrak fényeit látta a mocsárban, Dave azonban nem veszi ezeket komolyan.
A második holttest megtalálása után belép a képbe az FBI is. Dave partnere Rosie Gomez ügynök (Justina Machado). Dave nyomozás céljából részt vesz Balboni születésnapi partiján, majd egy ismeretlen koktél elfogyasztása után a hazafelé vezető úton bizonytalanul vezet, és lecsúszik a kocsijával a mocsárba. Telefonálni akar, de a telefon nem működik. Mivel a közelben fényeket lát, arrafelé igyekszik. Nemsokára polgárháborús egyenruhába öltözött katonák táborába botlik, akik azonban nem vesznek róla tudomást. Tábornokuk, John Bell Hood (Levon Helm) szeretne segíteni Dave-nek, de csak általánosságokat mond neki. Dave másnap kórházi ágyon ébred, mellette aggódó felesége, és Gomez ügynök. Tőle megtudja, hogy a partin kapott italában LSD-nyomokat találtak.
Elrod (ismét részegen) kibérli Dave motoros hajóját, hogy kirándulást tegyen barátnőjével a Bayou-ban. Nem sokkal később segítséget kér Dave-től, mert halászhálókba akadt a sekély vízben a hajójával (bár erre induláskor figyelmeztették). Dave a hajón odaadja Kellynek az esőkabátját, mivel közben eleredt az eső. Amikor Kelly kilép a fedélzetre, a mellkasán lövés éri, és azonnal meghal. Dave számára nyilvánvaló, hogy ő volt a célpont, a merénylőt az esőkabát tévesztette meg, ami teljesen eltakarta a lány alakját és arcát.
Hood tábornok vigasztalni próbálja Dave-et, aki a lány halála miatt bűntudatot érez. Elrod s barátnője halála miatti felháborodásában Balbonira támad, ő azonban nem veszi komolyan a vádakat a lány halálával kapcsolatban. Elrod még a Névtelen Alkoholisták találkozójára is hajlandó lenne elmenni, azonban Dave és nyomozótársa (a szintén alkoholista Lou Girard), hiába várnak rá a találkozón, ezért egyedül mennek be.
Dave-et telefonon felhívja egy nő, aki állítólag információkkal tud szolgálni az egyik áldozattal kapcsolatban. Dave elmegy a bárba, de órákig hiába vár a nőre. Amikor a bárból távozik, egy parkoló kocsiból rálőnek, és ő viszonozza a tüzet. Az autóban egy nő holttestét találják, aki mellett nincsen fegyver, sem töltényhüvelyek, így Dave-et felfüggesztik.
Dave megkéri Lou Girardot, hogy szaglásszon körül és keressen nyomokat a kocsiban. Az áldozat boncolásakor kiderül, hogy már halott volt, amikor a lövöldözésre sor került, így Dave mentesül a vádak alól. Lou Girardot nemsokára holtan találják egy motelban, ahol látszólag öngyilkosságot követett el. Dave arra gyanakszik, hogy társa valamilyen nyomra bukkant, ezért tették el láb alól.
A 40 éve megölt áldozat, DeWitt Prejean börtönben volt akkoriban, ahol Murphy Doucet (Bernard Hocke) volt az egyik fegyőr (ma biztonsági őr), őt és Twinkie Lemoyne-t (Ned Beatty) látta Dave 40 évvel azelőtt, amint lelőtték a menekülő rabot. Dave gyanúja szerint az akkori börtönőr „megszöktette” a rabot, akit aztán Twinkie Lemoyne lelőtt. Dave felkeresi Twinkie Lemoyne-t és Balbonit is, mert időközben Doucet elrabolta a lányát. Balboni tagadja, hogy köze lenne a gyermekrabláshoz, de megad Dave-nek egy helyet, ahol Doucet rejtőzhet.
Gomez és Dave elmennek a megadott helyre, ami egy elhanyagolt viskó a mocsaras erdőben. Gomez meglepődik Doucet felbukkanásán (aki akkor lép ki a budiból, amikor megszólal a riasztó) és lelövi. Dave a Lou Girardtól elvett pisztolyt teszi a kezébe, hogy önvédelemnek tűnjön a dolog. Alafairt épségben megtalálják.
Hónapokkal később Dave már nem találkozik a tábornokkal és a katonákat sem látja. Elfogadja, hogy ezek látomások voltak, bár segítettek megoldani a nyomozást. Időközben Balbonit letartóztatják, nem a maffiával való kapcsolatai, hanem adócsalás miatt. Elrod túllép alkoholizmusán és Alafairnek egy kis szerepet ad a polgárháborús filmjében.
A történet végén Alafair egy történelemkönyvet lapozgat, amiben a polgárháború alatt készült fényképet is láthatók. Az egyik képen felismeri apját, amint a déliek tábornoka és a katonák között egy csoportképen álldogál.
|  | Itt a vége a cselekmény részletezésének! |

## Szereplők
| Színész             | Szerep                                  | Magyar hang      |
| ------------------- | --------------------------------------- | ---------------- |
| Tommy Lee Jones     | Dave Robicheaux                         | Reviczky Gábor   |
| John Goodman        | Julie 'Baby Feet' Balboni               | Helyey László    |
| Peter Sarsgaard     | Elrod Sykes                             | Csőre Gábor      |
| Kelly Macdonald     | Kelly Drummond, Elrod barátnője         | Törtei Tünde     |
| Mary Steenburgen    | Bootsie Robicheaux, Dave felesége       | Csere Ágnes      |
| Justina Machado     | Rosie Gomez, FBI-ügynök                 | Makay Andrea     |
| Ned Beatty          | Twinky LeMoyne                          | Láng József      |
| James Gammon        | Ben Hebert                              | Kajtár Róbert    |
| Pruitt Taylor Vince | Lou Girard, Dave társa                  | Berzsenyi Zoltán |
| Levon Helm          | John Bell Hood tábornok                 | Versényi László  |
| Alana Locke         | Alafair Robicheaux, Dave fogadott lánya | Pekár Adrienn    |
| Buddy Guy           | Sam “Hogman” Patin                      | Várday Zoltán    |
| Chukwuma Onwuchekwa | Dewitt Prejean                          | nem szólal meg   |

## DVD kiadás
DVD-n 2009. március 3-án jelent meg 104 902 példányban, ez 1 905 214 dollár bevételt jelent.
A DVD megjelenésekor a negyedik helyre került a kölcsönzési listán a 2009. március 2–8. közötti héten.

## Érdekesség
A filmben szereplő piros sportkocsi egy K-1 Attack Roadster, egy speciálisan összerakott autó.